# Dachbach
Der Dachbach ist ein Bach des Heuchelbergs und des Kraichgaus in den Gebieten der Städte Eppingen und dann Schwaigern im baden-württembergischen Landkreis Heilbronn. Nach etwa 32⁄3 km langem Lauf nach Ostsüdosten mündet er am unteren Ortsrand des Schwaigerner Dorfes Niederhofen von links in die obere Lein.

## Geographie

### Verlauf
Der Dachbach entsteht im Hartwald etwa 0,9 km ostnordöstlich der Kapelle auf dem Eppinger Ottilienberg in einer schon merklich eingetieften, südostwärts ziehenden Waldtalkerbe auf etwa 278 m ü. NHN aus der Vereinigung des Abflusses einiger schwacher Hangquellen. Er ist anfangs nur etwa einen halben Meter breit und führt zuweilen kaum Wasser. Wie auch seine frühen kurzen Zuflüsse ist er oft steil und klingenartig eingeschnitten.
Ab etwa 240 m ü. NHN verlässt er seinen Klingenriss, er fließt nun mit weniger Gefälle und bis zu zwei Meter breit über steinigem bis sandigem Grund mehr östlich, an seinen Ufern stehen Erlen und Eschen. Das Wäldchen breitet sich seitwärts aus und wird sumpfig, kleine Quellrinnsale fließen zu und in der feuchten Zone um den Bach gibt es fast nurmehr aus Stockausschlägen entstandene Erlen. Das Bett erreicht nun teils einen Meter Breite, auf dem Grund liegt Schlamm.
Auf etwa 227 m ü. NHN liegen rechtsseits zwei kleine Waldteiche, der naturnahe Bach pendelt nun etwas und tritt erst an den Waldrand, dann in eher geradem Lauf in die offene Aue aus, wo ihn aber Erlen, Eschen und Weiden weiterhin begleiten.
Einen Viertelkilometer nördlich der auf einem Hügelsporn stehenden Ottilienhöfe mündet an einer Feldwegbrücke von rechts der Bach aus der Hasenklinge zu, einer der beiden langen rechten Zuflüsse, der nächste folgt nach nunmehr fast geradem Lauf etwa 0,6 km weiter bachabwärts an einer weiteren Wegquerung. An beiden Talhängen endet nun der Waldbewuchs und linksseits am niedrigen Hang des Kreuzbergs wachsen nun Reben.
Nach einem weiteren, etwa 0,8 km langen und fast geraden Abschnitt mit meist Baum- oder Heckengalerie am Lauf stehen die ersten Häuser von Niederhofen an den Ufern. Das Dorf liegt überwiegend rechtsseits. Etwa einen halben Kilometer weiter mündet der Dachbach nach 3,7 km langem Lauf mit mittlerem Sohlgefälle von rund 21 ‰ auf 200,5 m ü. NHN und damit etwa 78 Höhenmeter unterhalb seines Klingenursprungs am Nordrand des Dorfes von links in die obere Lein.
Eine topographische Karte vom Beginn des 20. Jahrhunderts zeigt einen etwas früheren Waldaustritt sowie einen in der heutigen offenen Talaue etwas unregelmäßigeren, wenn auch nicht mäandrierenden Lauf; der Bach wurde seitdem also anscheinend begradigt.

### Einzugsgebiet
Das Einzugsgebiet des Dachbachs ist 3,7 km² groß und ist naturräumlich zusammengesetzt aus einem sehr waldreichen westlichen Teil im Unterraum Heuchelberg des Strom- und Heuchelbergs und einem mehr offenen östlichen im Leinbachgäu genannten Teil des Unterraumes Lein-Elsenz-Hügelland des Kraichgaus. Die Naturraumgrenze verläuft je nach konsultierter Quelle mehr im Westen oder mehr im Osten.
Im Bergwald im Westen erhebt es sich an der auf einem Höhenrücken verlaufenden Wasserscheide mit bis etwa 315 m ü. NHN am höchsten. Insgesamt sind etwa zwei Drittel der Fläche bestockt. Im offenen Teil, in dem die Äcker dominieren, steht rechtsseits über dem Mittellauf die Aussiedlerhofgruppe Ottilienhöfe umgeben von einigen Obst- und anderen Wiesen. An der Mündung liegt fast nur rechtsseits das Dorf Niederhofen, beide sind Ortsteile der Stadt Schwaigern in deren etwas über die Hälfte umfassendem Gebietsanteil. Die knappe andere Hälfte im Westen gehört dagegen zur Stadt Eppingen, ist unbesiedelt und umfasst fast nur Wald.
Reihum grenzen die Einzugsgebiete folgender Nachbargewässer an:
- Im Norden führt der etwa parallele Horkgraben seinen Abfluss weiter abwärts zur Lein;
- jenseits der südlichen Wasserscheide entwässern einige kurze Bäche und zuletzt der Rosbach oberhalb des Dachbachs zur Lein;
- der Abfluss jenseits der westlichen Wasserscheide gelangt über den Heillbach und dann die Elsenz erst weit abwärts des Wassers der Lein in den Neckar.

### Zuflüsse und Seen
Liste einer Auswahl der Zuflüsse und  Seen von der Quelle zur Mündung. Gewässerlänge, Seefläche, Einzugsgebiet und Höhe nach den entsprechenden Layern auf der Onlinekarte der LUBW. Andere Quellen für die Angaben sind vermerkt.
- (Hangwaldbach), von rechts und Westen auf etwa 245 m ü. NHN, ca. 0,2 km und unter 0,1 km². Entspringt auf etwa 273 m ü. NHN am Heidenrain.
- (Hangwaldbach), von rechts und Südwesten auf etwa 234 m ü. NHN, ca. 0,5 km und über 0,1 km². Entspringt auf etwa 278 m ü. NHN.
- Passiert auf etwa 227 m ü. NHN zwei Kleinteiche rechts am Lauf, zusammen unter 3 Ar.
- (Bach aus der Hasenklinge), von rechts und Westsüdwesten auf 216,8 m ü. NHN[LUBW 2] einen Viertelkilometer nördlich der Ottilienhöfe an einer Wirtschaftswegbrücke, ca. 1,6 km und ca. 0,8 km².[LUBW 9] Entsteht auf etwa 270 m ü. NHN in der Hasenklinge.
- (Bach aus dem Walddistrikt Holzbrunnen), von rechts und Westsüdwesten auf etwa 222 m ü. NHN einen halben Kilometer ostnordöstlich der Ottilienhöfe an einer Wirtschaftswegbrücke, ca. 1,6 km und ca. 0,6 km².[LUBW 9] Entsteht auf etwa 270 m ü. NHN im Walddistrikt Holzbrunnen. Unbeständig.

## Geologie
Der Höhenrücken, auf dem die westliche Wasserscheide verläuft, ist eine Verebnung im Schilfsandstein (Stuttgart-Formation), darunter setzt am Hang bald der Gipskeuper (Grabfeld-Formation) ein, der allerdings oft mit lösshaltigen Fließerden oder anderem Lösssediment aus dem Quartär überlagert ist. Der Bach verläuft von Anfang an in einem holozänen Schwemmlandband, das etwa ab dem Zufluss des zweiten Hangbachs aus Auenlehmen besteht.

## Natur und Schutzgebiete
Zwischen den Ottilienhöfen und dem rechten Ufer des Bachs aus der Hasenklinge liegt im Gewann See eine sich mehr und mehr zu einem Weidengehölz entwickelnde Feuchtfläche, die als Naturdenkmal unter Schutz steht. Der flache Talgrund des Baches von etwas vor seinem Waldaustritt bis an die Ortsgrenze von Niederhofen ist eine Teilfläche des Landschaftsschutzgebietes Leintal mit Seitentälern und angrenzenden Gebieten. Der Eppinger Gebietsanteil im Westen gehört zum Naturpark Stromberg-Heuchelberg.

## Tourismus
Der Frankenweg (Hauptwanderweg 8) des Schwäbischen Albvereins verläuft von Süden her auf der westlichen Wasserscheide, steigt dann linksseits des Laufes immer mehr ins Tal ab, quert den Dachbach bei Niederhofen und verlässt dort das Einzugsgebiet ostwärts. Nahe dem jenseits der Scheide stehenden Ottilienberg zweigt von ihm ein mit rotem Kreuz markierter Wanderweg desselben Vereins ab, der lange auf der rechten Wasserscheide verläuft, dann aber südwärts ins Nachbartal des Rosbachs absteigt.

### LUBW
Amtliche Online-Gewässerkarte mit passendem Ausschnitt und den hier benutzten Layern: Lauf und Einzugsgebiet des Dachbachs

Allgemeiner Einstieg ohne Voreinstellungen und Layer: Daten- und Kartendienst der Landesanstalt für Umwelt Baden-Württemberg (LUBW) (Hinweise)
1. 1 2 3  Höhe nach dem Höhenlinienbild auf dem Hintergrundlayer Topographische Karte.
2. 1 2  Höhe nach grauer Beschriftung auf dem Hintergrundlayer Topographische Karte.
3. ↑  Länge nach dem Layer Gewässernetz (AWGN).
4. ↑  Einzugsgebiet nach dem Layer Basiseinzugsgebiet (AWGN).
5. ↑  Natur teilweise nach dem Layer Geschützte Biotope.
6. ↑  Naturraum nach dem einschlägigen Layer.
7. ↑  Länge abgemessen auf dem Hintergrundlayer Topographische Karte.
8. ↑  Seefläche nach dem Layer Stehende Gewässer.
9. 1 2 3  Einzugsgebiet abgemessen auf dem Hintergrundlayer Topographische Karte.
10. ↑  Schutzgebiete nach den einschlägigen Layern.

### Andere Belege
1. ↑  Modellierte Werte nach Abfluss-BW Gewässerknoten MQ/MNQ
2. ↑  Ehedem früherer Waldaustritt und etwas gewundenerer Verlauf nach:
  - Meßtischblatt 6819 Niederhofen von 1902 in der Deutschen Fotothek
3. ↑  Josef Schmithüsen: Geographische Landesaufnahme: Die naturräumlichen Einheiten auf Blatt 161 Karlsruhe. Bundesanstalt für Landeskunde, Bad Godesberg 1952. → Online-Karte (PDF; 5,1 MB)
4. ↑  Geologie nach den Layern zu Geologische Karte 1:50.000 auf: Mapserver des Landesamtes für Geologie, Rohstoffe und Bergbau (LGRB) (Hinweise)